# Tu quoque (film)
Tu quoque è un film commedia del 2025 diretto da Gianni Quinto, al suo debutto alla regia.

## Trama
Massimo, cinquantenne romano, sta vivendo un periodo disilluso della propria vita, non vedendo obiettivi lavorativi e personali nel futuro a causa di alcuni debiti, un divorzio travagliato e un difficile rapporto con l'unico figlio avuto dal matrimonio. Coinvolto in un incidente, l'uomo affronta un inspiegabile passaggio metatemporale ritrovandosi nella Roma del 44 a.C. a pochi attimi prima delle idi di marzo salvando la vita a Gaio Giulio Cesare senza averne cognizione. Cesare, riconoscente dell'atto di Massimo, lo fa entrare nella cerchia dei suoi confidenti e uomini di fiducia, sino a nominarlo suo consigliere personale. Nei giorni Massimo cerca di adattarsi alla vita dell'epoca, sino al giorno in cui fa ritorno nel suo presente storico, dando nuovo valore alla sua vita.

## Produzione
Il film, diretto da Gianni Quinto e scritto dallo stesso con Maurizio Battista, è stato prodotto da prodotta da Ballandi Multimedia in collaborazione con Lml Group Srls e Alma Srl.

## Promozione
Il trailer ufficiale del film è stato pubblicato il 26 febbraio 2025.

## Distribuzione
Il film è stato distribuito nelle sale cinematografiche dal 3 aprile 2025 da Nexo Studios.

## Accoglienza
Il film è stato accolto con recensioni miste da parte della critica cinematografica.